# Песочин (Липовецкий район)
Песочин (укр. Пісочин) — село на Украине, находится в Липовецком районе Винницкой области.
Код КОАТУУ — 0522282002. Население по переписи 2001 года составляет 129 человек. Почтовый индекс — 22555. Телефонный код — 4358.
Занимает площадь 1,092 км².

## Адрес местного совета
22554, Винницкая область, Липовецкий р-н, с. Иванькы, ул. Котовского, 4